# William Fiennes, 1. Viscount Saye and Sele

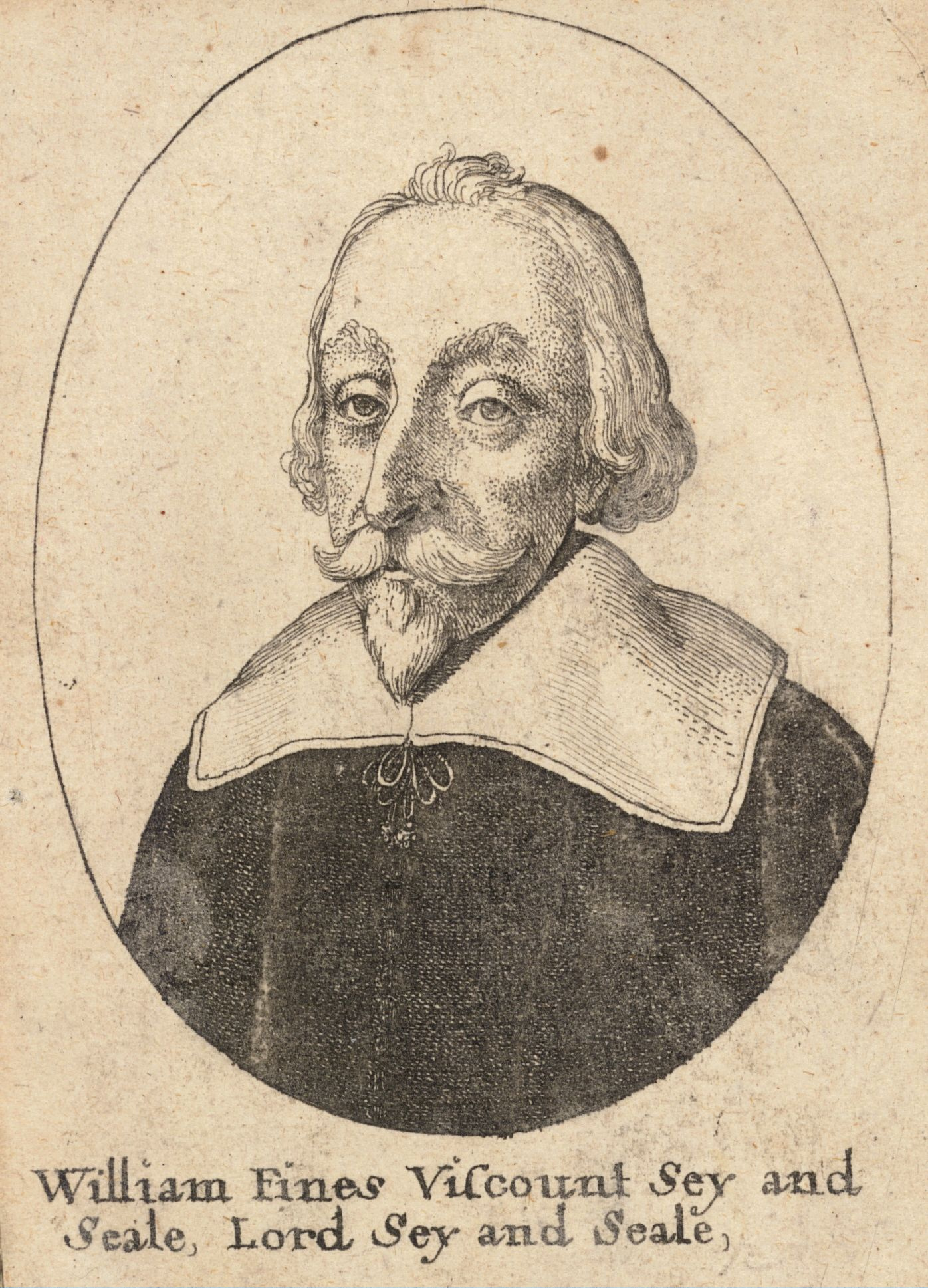
William Fiennes, 1. Viscount Saye and Sele; Kupferstich von Wenzel Hollar (Mitte des 17. Jahrhunderts)

William Fiennes, 1. Viscount Saye and Sele (* 28. Juni 1582 bei Banbury, Oxfordshire; † 14. April 1662 ebenda) war ein englischer Adliger und Politiker, der sich an mehreren Unternehmungen zur Errichtung von Überseekolonien beteiligte.

## Werdegang
William Fiennes, 1. Viscount Saye and Sele, war der einzige Sohn von Constance Kingsmill und Richard Fiennes, 7. Baron Saye and Sele. Er kam auf dem Familienanwesen Broughton Castle bei Banbury zur Welt. Fiennes besuchte das New College der Universität Oxford. In diesem Zusammenhang ist zu erwähnen, dass er ein Nachfahre und Erbe der Schwester von William von Wykeham war, dem Gründer des Colleges. Nach dem Tod seines Vaters 1613 wurde er der neue Baron Saye and Sele.
Während der zweiten Hälfte der Regierungszeit von Jakob I. war er einer der prominentesten Akteure auf dem Hof. 1621 agierte er aktiv gegen Francis Bacon und forderte, dass dieser aus dem Adelsstand ausgeschlossen werden sollte. Er verlor dann aber schließlich selbst 1622 die Gunst des Königs, als er von sich gab, dass er kein Recht außer dem des Parlaments kenne, das Männer dazu bewegen könnte, ihre eigenen Güter herzugeben. Für jene Äußerung verbrachte er die nächsten sechs Monate im Fleet-Gefängnis. Im Anschluss stand er eine Zeit lang unter Hausarrest. Als George Villiers, 1. Duke of Buckingham, aus Spanien zurückkehrte und vorschlug, das Spanish Match zu brechen, wurden Villiers und Fiennes temporäre Verbündete. Fiennes wurde ein Viscount. Zuhause ging er dann gegen Lionel Cranfield, 1. Earl of Middlesex, vor.
1626 saß er im Parlament erneut in der Opposition. Während dieser Zeit verteidigte er bei John Digby, 1. Earl of Bristol, und Thomas Howard, 21. Earl of Arundel, die Privilegien des Adelsstandes gegenüber dem neuen König Karl I. und intervenierte im Namen von Dudley Digges, als ihm Villiers des Hochverrats bezichtigte. Im Herbst 1626 gehörte er zu jenen, welche sich weigerten die Zwangsanleihe (forced loan) zu bezahlen. Er setzte sich dann 1628 im Parlament erfolgreich für das Recht der Peers zu protestieren ein. In den Debatten zu der Petition of Right war er gegen die Vorbehalte und Änderungen der Court Party.
Während der absolutistischen Regierungszeit von Karl I. zwischen 1629 und 1640 widmete Fiennes seine Zeit und Geld Kolonisationsunternehmungen. Seine Motive waren nicht nur finanzieller, sondern auch religiöser und politischer Natur: 1630 gründete er zusammen mit Robert Greville, 2. Baron Brooke, John Pym und anderen Puritanern eine Company zwecks der Besiedlung des Providence Island (heute Providencia im Karibischen Meer, Teil von San Andrés und Providencia, einem Department von Kolumbien).

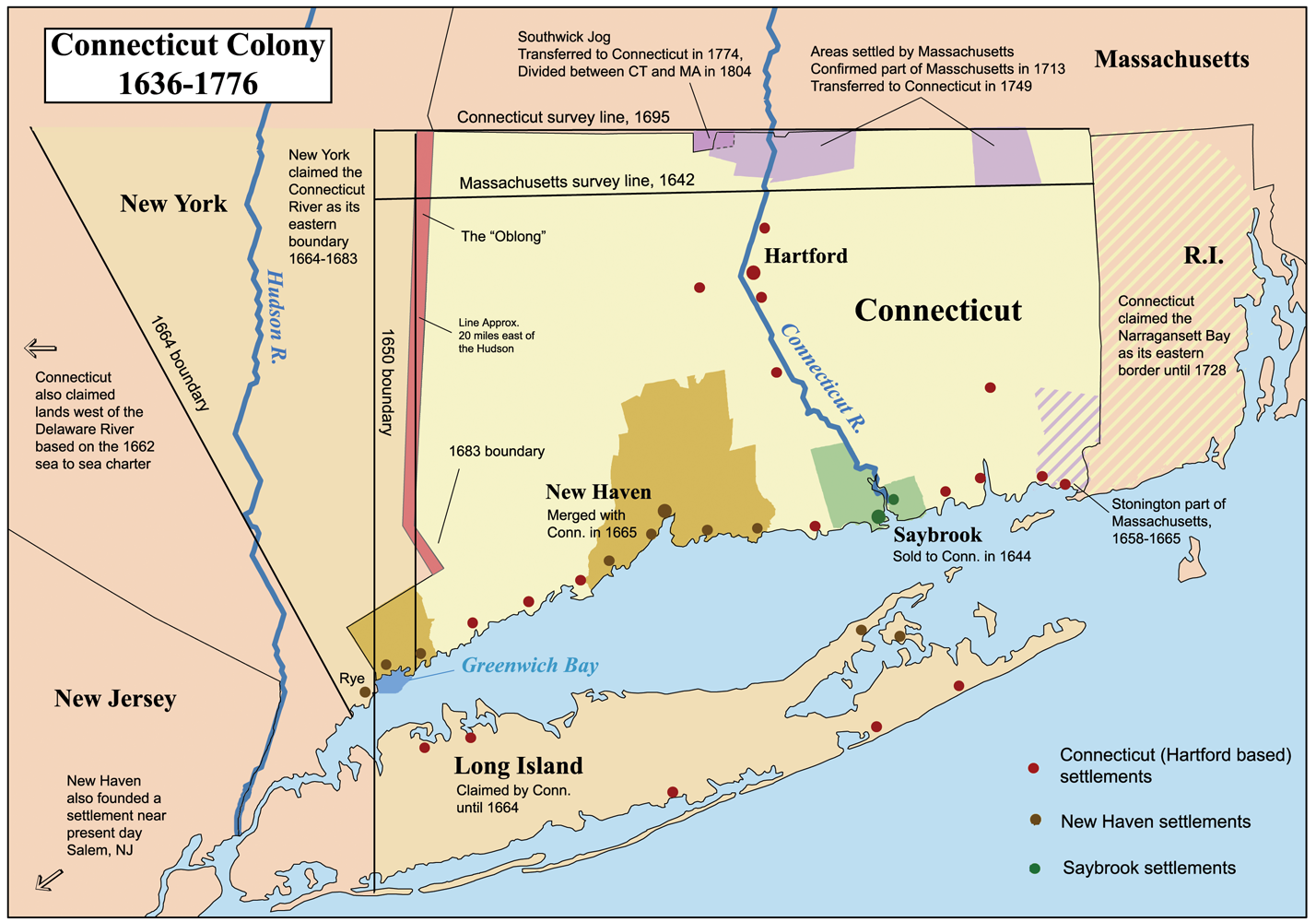
Karte der Kolonien Connecticut, New Haven und Saybrook.

Zusammen mit Greville und zehn anderen erhielt er am 19. März 1632 von Robert Rich, 2. Earl of Warwick und der New England Company ein Patent für ein großes Stück Land am Connecticut River. John Winthrop junior wurde zum Gouverneur ernannt. Im weiteren Verlauf errichteten sie ein Fort an der Flussmündung, dem sie den Namen „Sayebrook“ gaben und sandten eine Schiffsladung Kolonisten dorthin.
1633 erwarben Fiennes und Greville von einigen Händlern aus Bristol eine Plantage bei Cocheco oder Dover, dem heutigen New Hampshire. Sie beide erwogen, sich in Neuengland niederzulassen, verlangten aber davor die Schaffung eines ansässigen Adelsstandes, aus dem die Gouverneure gewählt würden. Nachdem dies vom König abgelehnt wurde, einigten sich die Partner in der Kolonie, um weiterhin Kolonisten zu erhalten. Daraufhin konzentrierte Fiennes sein Engagement auf die Besiedlung von Providence Island, verbreitete aber auch abfällige Berichte über Neuengland, dessen Klima und Land. Binnen Kurzem gab er seine Unternehmungen dort auf und trat seine Rechte ab: 1641 gingen die New Hampshire Siedlungen an die Massachusetts Bay Colony und drei Jahre später verkaufte er Saybrook an die Colony of Connecticut.
Am 2. November 1643 ernannte ihn die Regierung von Westminster zu einem der Kommissare für die Plantagen.
Führende Puritaner, welche alle Mitglieder der Providence Island Company waren, darunter John Pym, trafen sich mit Fiennes in Broughton Castle, um ihren Widerstand gegen den König zu koordinieren. Bei mehreren Gelegenheiten überlistete Fiennes durch seine strikte Einhaltung der Rechtsformen die Berater von Karl I., was ihm den Spitznamen „old subtlety“ einbrachte.
Obwohl sich Fiennes gegen die Steuer aussprach, welche als Ship Money bekannt wurde, begleitete er als nur einer von zwei Peers Karl I. 1639 auf seinem Marsch gegen die Schotten. Allerdings weigerte er sich den Treueeid „to the utmost of my power and hazard of my life“ abzulegen, der ihn  band, für den König zu kämpfen. Danach versuchte Karl I. seine Gunst dadurch zu gewinnen, indem er ihn in den Kronrat berief und zum Master am Court of Wards.
Nach dem Ausbruch des Englischen Bürgerkrieges im Juli 1642 berief man ihn in das Committee of Safety und zum Lord Lieutenant für Gloucestershire, Oxfordshire und Cheshire. Im selben Jahr hob er ein Infanterieregiment aus, welches vom Sir John Meldrum kommandiert wurde und später Oxford besetzte. 1644 trug er entscheidend zur Bildung des Committee of Both Kingdoms bei. Er war einer von nur vier Peers im House of Lords, die 1645 die Self-Denying Ordinance unterstützten, was zu Bildung der New Model Army führte.
Während des Jahres 1648 wurden zwischen Karl I. und der Parlamentsmehrheit mehrere Verträge ausgehandelt, zuletzt der Vertrag von Newport, zwecks Beendigung der Englischen Bürgerkriege. Fiennes und andere Puritaner war über die ausgehandelten Bedingungen im letzten Vertrag besorgt, da sie darin einen Angriff auf ihre Glaubensfreiheit sahen. Im Verlauf des Jahres wurde Karl I. gefangen genommen, des Hochverrats angeklagt und  schuldig gesprochen. Er wurde am 30. Januar 1649 vor dem Banqueting House in London enthauptet. Fiennes kehrte danach ins Privatleben zurück. Nach der Wiederherstellung der Monarchie und der Krönung von Karl II. zum König saß er wieder im Kronrat. Er verstarb am 14. April 1662 in Broughton Castle.

## Familie
Fiennes heiratete 1600 Elizabeth, Tochter von John Temple aus Stowe. Ihr ältester Sohn James (1603–1674) folgte ihm als 2. Viscount. Andere Söhne waren die Parlamentarier Nathaniel und John Fiennes. Ihre Tochter Bridget heiratete ihren entfernten Cousin Theophilus Clinton Fiennes, 4. Earl of Lincoln, Sohn von Thomas Clinton, 3. Earl of Lincoln. Über seine Tochter Ann ist einer Seiner Nachkommen William Somervile.
Das Geschlecht der Viscounts von Saye and Sele erlosch 1781, die Baronie wird heute noch von den Nachfahren von John Twisleton und seiner Ehefrau Elizabeth, Tochter von James Fiennes, 2. Viscount Saye and Sele, fortgeführt.

## Vorfahren
| Ahnentafel William Fiennes, 1. Viscount Saye and Sele  | Ahnentafel William Fiennes, 1. Viscount Saye and Sele                     | Ahnentafel William Fiennes, 1. Viscount Saye and Sele                                 | Ahnentafel William Fiennes, 1. Viscount Saye and Sele                     | Ahnentafel William Fiennes, 1. Viscount Saye and Sele                     | Ahnentafel William Fiennes, 1. Viscount Saye and Sele                     | Ahnentafel William Fiennes, 1. Viscount Saye and Sele                     | Ahnentafel William Fiennes, 1. Viscount Saye and Sele                     | Ahnentafel William Fiennes, 1. Viscount Saye and Sele                        |
| ------------------------------------------------------ | ------------------------------------------------------------------------- | ------------------------------------------------------------------------------------- | ------------------------------------------------------------------------- | ------------------------------------------------------------------------- | ------------------------------------------------------------------------- | ------------------------------------------------------------------------- | ------------------------------------------------------------------------- | ---------------------------------------------------------------------------- |
| Ururgroßeltern                                         | Richard Fiennes, 4. Baron Saye and Sele ⚭ Elizabeth Crofts                | Sir John d’Anvers of Culworth, Dantsey/ Dauntsey and Waterstock ⚭ Lady Anne Stradling | Thomas Fermour of Whitney ⚭ Emmote Hervey oder Harvey                     | Sir William Browne ⚭ Margaret oder Katherine Shaw                         | Sir John Kingsmill ⚭ Joane oder Jane Gifford                              | John Goring of Burton ⚭ Constance Dyke                                    | Sir Edward Raleigh ⚭ Ann oder Anne Chamberlaine                           | vielleicht Sir Humphrey Coningsby ⚭ vielleicht Alice Ferreby of Lincolnshire |
| Urgroßeltern                                           | Edward Fiennes, 5. Baron Saye and Sele ⚭ Margaret Danvers                 | Edward Fiennes, 5. Baron Saye and Sele ⚭ Margaret Danvers                             | Richard Fermour ⚭ Anne Browne                                             | Richard Fermour ⚭ Anne Browne                                             | Sir John Kingsmill of Sidmanton ⚭ Constance oder Elizabeth Goring         | Sir John Kingsmill of Sidmanton ⚭ Constance oder Elizabeth Goring         | George Raleigh ⚭ Joan oder Jane Coningsby                                 | George Raleigh ⚭ Joan oder Jane Coningsby                                    |
| Großeltern                                             | Richard Fiennes of Broughton, 6. Baron Saye and Sele ⚭ Ursula Fermor      | Richard Fiennes of Broughton, 6. Baron Saye and Sele ⚭ Ursula Fermor                  | Richard Fiennes of Broughton, 6. Baron Saye and Sele ⚭ Ursula Fermor      | Richard Fiennes of Broughton, 6. Baron Saye and Sele ⚭ Ursula Fermor      | Sir William Kingsmill of Sidmanton ⚭ Bridget Raleigh                      | Sir William Kingsmill of Sidmanton ⚭ Bridget Raleigh                      | Sir William Kingsmill of Sidmanton ⚭ Bridget Raleigh                      | Sir William Kingsmill of Sidmanton ⚭ Bridget Raleigh                         |
| Eltern                                                 | Richard Fiennes, 7. Baron Saye and Sele (1557–1613) ⚭ Constance Kingsmill | Richard Fiennes, 7. Baron Saye and Sele (1557–1613) ⚭ Constance Kingsmill             | Richard Fiennes, 7. Baron Saye and Sele (1557–1613) ⚭ Constance Kingsmill | Richard Fiennes, 7. Baron Saye and Sele (1557–1613) ⚭ Constance Kingsmill | Richard Fiennes, 7. Baron Saye and Sele (1557–1613) ⚭ Constance Kingsmill | Richard Fiennes, 7. Baron Saye and Sele (1557–1613) ⚭ Constance Kingsmill | Richard Fiennes, 7. Baron Saye and Sele (1557–1613) ⚭ Constance Kingsmill | Richard Fiennes, 7. Baron Saye and Sele (1557–1613) ⚭ Constance Kingsmill    |
| William Fiennes, 1. Viscount Saye and Sele (1582–1662) |                                                                           |                                                                                       |                                                                           |                                                                           |                                                                           |                                                                           |                                                                           |                                                                              |

## Ehrungen
Die Stadt Saybrook in Connecticut wurde nach Viscount Fiennes und Lord Brooke benannt.